# Little Belgium
Little Belgium ist ein belgischer Dokumentarfilm in englischer Sprache von 1942.

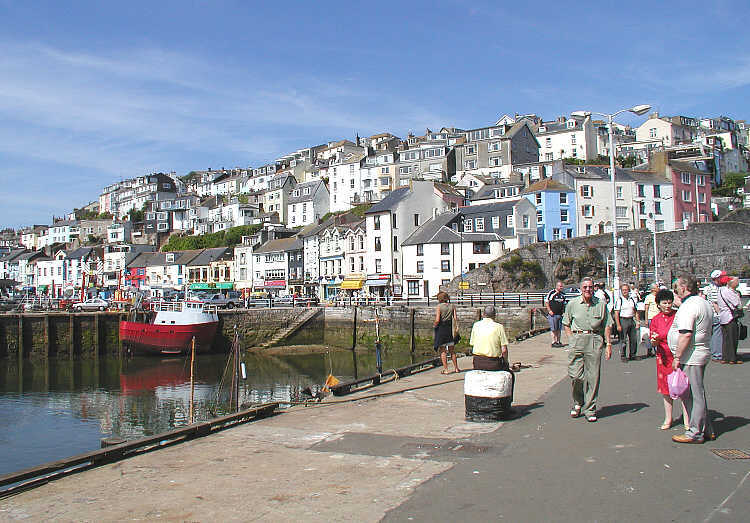
Hafen von Brixham

## Inhalt
Der Film beginnt mit einem Blick über den Hafen von Brixham, einer Kleinstadt im Südwesten Englands, am südlichen Ende der Bucht Torbay liegend.  Über 2000 Belgier waren im Zweiten Weltkrieg in die englische Hafenstadt geflüchtet. Sie hatten dort sogar eine eigene Schule. Gezeigt werden Ausschnitte aus dem Schulunterricht, der auch über das Kriegsgeschehen berichtet und die Kolonialpolitik Belgiens streift. Daran knüpfen Bilder an, die die größeren Kinder, Frauen und Männer bei ihren zahlreichen gemeinsamen Aktivitäten zeigen. So werden Fischernetze geknüpft, Planken gestrichen und andere Arbeiten im Hafen ausgeführt.
Bevor die Männer mit ihren Kähnen auslaufen, wird zerstoßenes Eis an Bord gebracht und die Gewehre werden geschultert. Eine Freude ist es für alle, wenn die Männer dann reichbeladen mit ihnen ins Netz gegangenen Fischen wieder zurückkehren. Als Lohn winkt dann ein Bier in einer Kneipe. Dort kommt es wegen der politischen Lage und der verschiedenen Standpunkte, die die Männer vertreten, auch schon mal zu einer Schlägerei.
NS: Brixham war im Zweiten Weltkrieg einer der Verladehäfen für die Invasion der Alliierten in der Normandie. Das verlangte dem kleinen Ort so einiges ab. Auch in dieser Zeit dominierte der Fischfang das Städtchen.

## Hintergrund
Der Film wurde vom Belgian Ministry of Information unter Mitwirkung von British Paramount News hergestellt, das im Exil ins Leben gerufen worden war.
Der Zweite Weltkrieg stellte einen Wendepunkt für die belgischen Filmemacher dar. Die belgische Regierung unter Premierminister Hubert Pierlot war ins Exil nach London ausgewichen, um von dort aus ihren Kampf gegen Deutschland fortzusetzen. Der belgische König Leopold III. fühlte sich jedoch verpflichtet, bei seinem Volk im Land zu bleiben. Er legte allerdings seine Dienstgeschäfte nieder.

## Auszeichnung
Der vom Belgian Ministry of Information herausgebrachte Film war auf der Oscarverleihung 1943 für einen Oscar in der Kategorie „Bester Dokumentarfilm“ nominiert, musste den Vortritt jedoch den Produktionen Schlacht um Midway, Kokoda Front Line!, Moscow Strikes Back und Vorspiel zum Krieg überlassen.